# Jack Arbour
Jack Albert Arbour (* 7. März 1898 in Waubaushene, Ontario; † 24. September 1973) war ein kanadischer Eishockeyspieler und -trainer, der von 1926 bis 1929 für die Detroit Cougars und Toronto Maple Leafs in der National Hockey League gespielt hat. Sein älterer Bruder Ty war ebenfalls ein NHL-Spieler.

## Karriere
Jack Arbour begann seine Karriere als Eishockeyspieler in der Western Canada Hockey League, in der er von 1921 bis 1923 zwei Jahre lang für die Calgary Tigers spielte. Anschließend stand er ein Jahr lang bei den Seattle Metropolitans aus der Pacific Coast Hockey Association unter Vertrag, ehe er für die Saison 1924/25 zu den Tigers zurückkehrte.
Während der Saison 1926/27 setzte Arbour mit dem Eishockey aus, wurde anschließend vor der Saison 1926/27 jedoch an die neugegründeten Detroit Cougars verkauft, für die er in seiner ersten Spielzeit in der National Hockey League in 37 Spielen fünf Scorerpunkte erzielte, darunter vier Tore. Dennoch musste er das nächste Jahr bei deren damaligem Farmteam aus der Canadian Professional Hockey League, den Detroit Olympics, verbringen.
Am 8. April 1928 wurde Arbour im Tausch für Jimmy Herbert an die Toronto Maple Leafs abgegeben. Zudem musste Detroit $12,500 für diesen Transfer bezahlen. Nach einem Tor in zehn Einsätzen für die Maple Leafs verkaufte Toronto den Verteidiger an die London Panthers aus der Can-Pro, doch nur einen Monat später wurde er erneut verkauft, diesmal an die Windsor Bulldogs, für die er die folgenden fünf Spielzeiten bis 1933 auf dem Eis stand – zunächst in der Can-Pro, später in der International Hockey League.
Nach zwei Spielzeiten in der North West Hockey League für die Seattle Seahawks und die Portland Buckaroos, spielte er zuletzt in der Pacific Coast Hockey League. Zunächst stand er ein weiteres Jahr für Portland auf dem Eis, das in die PCHL gewechselt war, dann war er drei Saisons lang für die Spokane Clippers aktiv, bei denen er seine Karriere beendete.
Im Anschluss an seine aktive Karriere als Spieler arbeitete Arbour in der Saison 1936/37 erstmals als Spielertrainer für die Spokane Clippers aus der PCHL. Anschließend war er von 1947 bis 1949 bei den Calgary Stampeders aus der Western Canada Senior Hockey League für jeweils eine Spielzeit als Trainer und Assistenztrainer beschäftigt. Seine Trainerlaufbahn beendete der Kanadier 1950/51 als Cheftrainer der Calgary Buffaloes aus der Western Hockey League.